# Leporinus taeniofasciatus
Leporinus taeniofasciatus é uma espécie de peixe da família dos Anostomídeos e da ordem dos caraciformes. Os machos podem alcançar 12,9 cm de comprimento. Vivem em zonas de clima tropical, na América do Sul, mais especificamente, no rio Tocantins, no Brasil.